# 欧里斯 (伊泽尔省)
欧里斯（法語：Auris，法語發音：[oʁis]）是法国伊泽尔省的一个市镇，属于格勒诺布尔区。

## 地理
欧里斯（45°2'47"N, 6°5'12"E）面积11.21 平方千米，位于法国奥弗涅-罗讷-阿尔卑斯大区伊泽尔省，该省份为法国东南部内陆省份，北起顺时针与安省、萨瓦省、上阿尔卑斯省、德龙省、阿尔代什省、卢瓦尔省和罗讷省。
与欧里斯接壤的市镇（或旧市镇、城区）包括：上瓦桑地区克拉旺、瓦桑堡、勒弗勒内杜瓦桑、拉加尔德、于埃兹、莱德萨尔普。
欧里斯的时区为UTC+01:00、UTC+02:00（夏令时）。

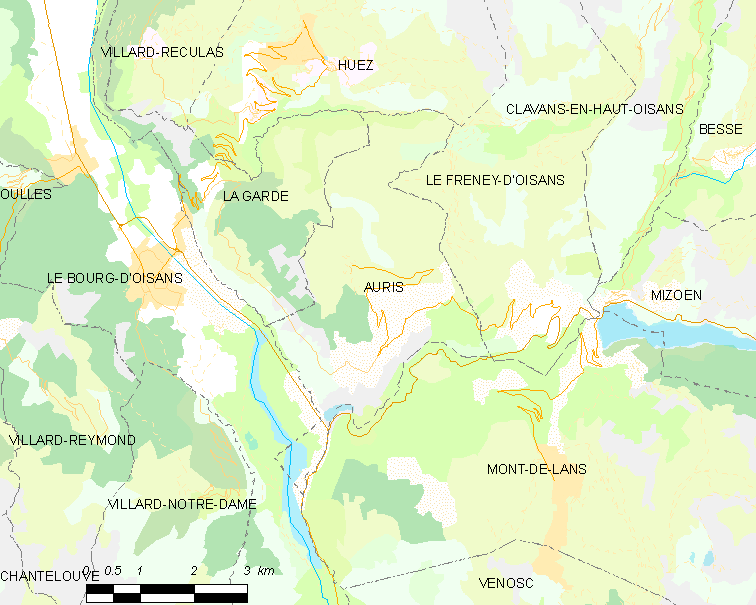
欧里斯的OSM定位图

## 行政
欧里斯的邮政编码为38142，INSEE市镇编码为38020。

## 政治
欧里斯所属的省级选区为瓦桑-罗曼什县。

## 人口

1962-2008年间欧里斯人口变化图示

欧里斯于2022年1月1日时的人口数量为187人。